# Sophie Lavaud

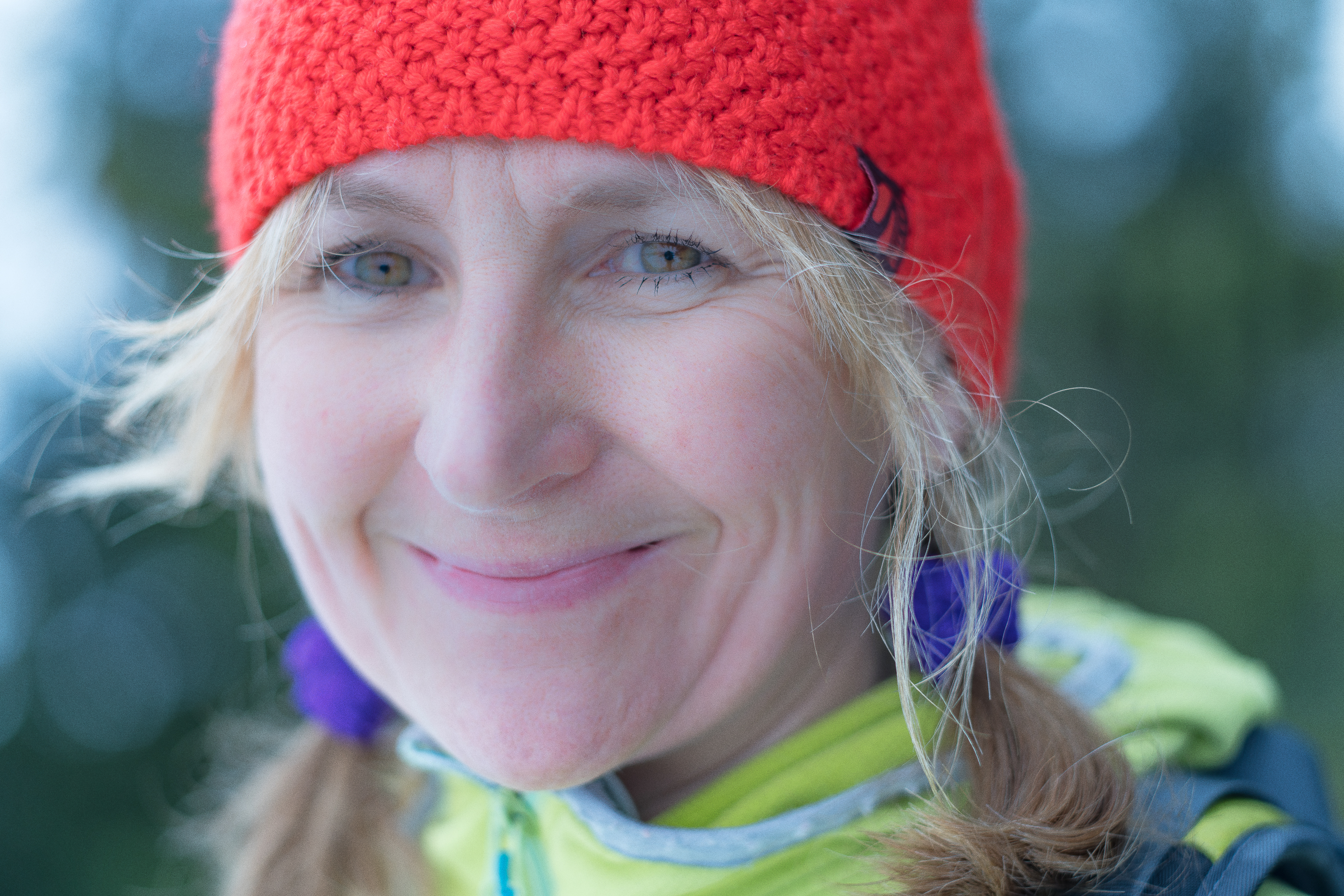
Sophie Lavaud (2018)

Sophie Lavaud (geboren am 15. Mai 1968 in Lausanne in der Schweiz) ist eine französisch-schweizerisch-kanadische Alpinistin. Sie ist die erste Person mit französischer Staatsangehörigkeit, die alle 14 Achttausender bestiegen hat.

## Werdegang
Nach der Ersteigung des Mont Blanc in 2004 begeisterte sie sich für den Alpinismus und entwickelte den Ehrgeiz, die Gipfel von Achttausendern zu besteigen. Im 2012 bestieg sie den ersten Gipfel im Himalaya. 2015 gab sie ihre Berufstätigkeit als Leiterin eines Veranstaltungsunternehmens auf, um sich nur noch der Bergsteigerei zu widmen. Im November 2021 hat sie mit dem Dhaulagiri den 12. Achttausender bestiegen. Im Mai 2022 bezwang sie den Lhotse.
Am 26. Juni 2023 erreichte sie den Gipfel des Nanga Parbat und wurde damit mit 55 Jahren die erste Französin, die alle 14 Achttausender bestiegen hat. Vor ihr hatte auch kein männlicher Franzose diese Leistung erbracht.
Französische Landsleute von Lavaud waren bei dem Versuch, alle 14 Gipfel zu besteigen, ums Leben gekommen, darunter die Pariserin Chantal Mauduit, die zwischen 1992 und 1997 ohne Sauerstoffgerät sechs der Gipfel bestiegen hatte und 1998 im Alter von 34 Jahren am Dhaulagiri starb, und der aus der Gegend von Gap stammende Jean-Christophe Lafaille, der 2006 beim Versuch der ersten winterlichen Alleinbesteigung des Makalu, der sein 12. Achttausendergipfel gewesen wäre, verscholl.

## Besteigungen der Achttausender
- Shishapangma, zentraler Gipfel (8013 m, China), 11. Mai 2012
- Cho Oyu (8188 m, Nepal-China), 25. Mai 2012[4]
- Mount Everest (8848 m, Nepal-China), 25. Mai 2014[5]
- Gasherbrum II (8035 m, Pakistan-China), 16. Juli 2015
- Makalu (8485 m, Nepal-China), 23. Mai 2016[6]
- Broad Peak (8051 m, Pakistan-China), 11. Juli 2017[5]
- Manaslu (8163 m, Nepal), 26. September 2017[5]
- K2 (8611 m, Pakistan-China), 21. Juli 2018[7]
- Annapurna I (8091 m, Nepal), 23. April 2019[8]
- Kangchenjunga (8586 m, Nepal-Indien), 15. Mai 2019[8]
- Gasherbrum I (8068 m, Pakistan), 12. Juli 2019[9]
- Dhaulagiri (8167 m, Nepal), 1. Oktober 2021[3]
- Lhotse (8516 m, Nepal-China), 14. Mai 2022[10]
- Nanga Parbat (8125 m, Pakistan), 26. Juni 2023[11]

## Dokumentationen
- "On va marcher sur l'Everest", Film von François Damilano über die Everest-Besteigung von Sophie Lavaud (13. März 2015, französisch, 54 Minuten)
- "K2, une journée particulière", mehrfach preisgekrönter Film von François Damilano über die K2-Besteigung von Sophie Lavaud (13. November 2020, französisch, 52 Minuten)
- "Sophie Lavaud und das Abenteuer des 8000er", Film von Lisa Röösli, Ko-Produktion des RTS und 3Sat, über die Dhaulagiri-Besteigung von Sophie Lavaud (15. November 2021, deutsch, 93 Minuten)